# Pieter Jacob van Maanen
Pieter Jacob van Maanen (Den Haag, 2 november 1770 – Amsterdam, 16 november 1854) was een Nederlandse hoogleraar geneeskunde en lid van de Vergadering van Notabelen.

## Familie
Van Maanen was lid van de familie Van Maanen en een zoon van Johannes van Maanen (1738-1795), raadsheer in het Hof van Holland, Zeeland en West-Friesland, en diens echtgenote Maria van Overzee (1739-1820). Hij trouwde met Antonia Jacoba Forsten (1777-1806) en na haar overlijden met Maria Elise Helène van der Ley (1784-1844). Hij was een broer van Cornelis Felix van Maanen (1769-1846), minister van Justitie onder Lodewijk Napoleon en Willem I, daarna minister van Staat.

## Loopbaan
Van Maanen promoveerde in 1794 met uiterste lof in Leiden. Hij was van 1796 tot en met 1808 hoogleraar geneeskunde in Harderwijk en van 1810 tot en met 1813 hoogleraar chirurgie in Amsterdam. Tevens was hij lijfarts van koning Lodewijk Napoleon. Hij werd in 1814 voor het Zuiderzeedepartement afgevaardigd naar de Vergadering van Notabelen. Zijn broer Cornelis Felix van Maanen verdedigde tijdens de Vergadering van Notabelen namens de Grondwetscommissie de ontwerp-Grondwet.
- Biografisch Portaal: 52702724
- Digitale Bibliotheek voor de Nederlandse Letteren: maan008
- Gemeinsame Normdatei: 102833869
- International Standard Name Identifier: 0000 0003 9126 9410
- Nederlandse Thesaurus van Auteursnamen: 30827640X
- Parlement.com: vg09llvlmmxg
- Virtual International Authority File: 47163252
- WorldCat: E39PBJcWtGbd8hPvC3jrHt4Dv3